# Bitola N britânica
A Bitola N britânica, é uma escala comumente usada para trens de ferromodelismo no Reino Unido. 

## Características
A Bitola N britânica usa a razão de 1:148, a bitola da pista é de 9 mm, assim como todas as demais variantes da escala N, fazendo com que os modelos e as pistas fiquem cerca de 10% fora de proporção entre si. A bitola de 9 mm das pistas, deriva da proporção 1:160 aplicada à bitola padrão de 1.435 mm.

## Origens
Quando a escala N foi desenvolvida, foi impossível colocar os motores elétricos disponíveis em modelos de protótipos britânicos. As ferrovias britânicas usavam uma bitola mais estreita que os demais países da Europa e América, resultando em locomotivas menores. Um corpo maior era necessário para acomodar os motores, então, em vez de adotar a proporção correta de 1:160, a proporção de 1:148 foi usada. Isso resolveu o problema de assentar os motores em modelos maiores, mas a proporção entre os modelos e a bitola da pista foi prejudicada. Problemas e soluções similares foram adotadas com a bitola OO e a Bitola TT britânica, mas a proporção entre a pista e os modelos dessas duas escalas, ficou ainda mais prejudicada.

## Fabricantes
- Dapol
- Graham Farish
- Hornby
- Peco

### Kits
- Metcalfe models
- P&D Marsh
- Ratio

### Artesanais
- CJM Models

### Antigos
- Minitrix
- Lima

## Escalas relacionadas
A escala 2 mm, é a que mais se aproxima da proporção correta para as ferrovias britânicas, com 9,42 mm de bitola de pista e relação de 1:152.